# Chadwell St Mary
Chadwell St Mary est un village et une ancienne paroisse civile de l'Essex, en Angleterre.